# Pontremoli
Pontremoli é uma comuna italiana da região da Toscana, província de Massa-Carrara, com cerca de 8.255 habitantes. Estende-se por uma área de 182 km², tendo uma densidade populacional de 45 hab/km². Faz fronteira com Albareto (PR), Berceto (PR), Borgo Val di Taro (PR), Corniglio (PR), Filattiera, Mulazzo, Zeri.

## Demografia
| Variação demográfica do município entre 1861 e 2011                               |
|                                                                                   |
| Fonte: Istituto Nazionale di Statistica (ISTAT) - Elaboração gráfica da Wikipedia |